# Liste des présidents de la Guinée équatoriale
Le président de la république de Guinée équatoriale (en espagnol : Presidente de la República de Guinea Ecuatorial ; en portugais : Presidente da República da Guiné Equatorial) est le chef d'État de la Guinée équatoriale.

## Système électoral
Le président de la république de Guinée équatoriale est élu au scrutin uninominal majoritaire à un tour pour un mandat de sept ans, renouvelable une seule fois de manière consécutive. Est ainsi élu le candidat ayant recueilli le plus de suffrages exprimés, en un seul tour de scrutin.
Les candidats doivent être de nationalité équatoguinéenne de naissance, ne pas avoir d'autre nationalité, avoir vécu dans le pays depuis cinq ans de manière ininterrompue, et être âgé d'au moins quarante ans. La révision de la Constitution, adoptée par référendum en 2011, a supprimé la limite supérieure d'âge de soixante-quinze ans. En plus d'instaurer une limite à deux mandats consécutifs, cette révision a également créé le poste de vice-président, nommé par le président au sein de son parti. En cas d'incapacité du président, le vice-président le remplace et mène son mandat à terme.

## Liste des titulaires
La liste dresse les présidents de la République depuis l'indépendance du pays de l'Espagne, le 12 octobre 1968 :
| N° | Portrait                      | Titulaire (Naissance-mort)                 | Élection    | Mandat           | Mandat           | Mandat                     | Parti politique | Parti politique             |
| N° | Portrait                      | Titulaire (Naissance-mort)                 | Élection    | Début            | Fin              | Durée                      | Parti politique | Parti politique             |
| -- | ----------------------------- | ------------------------------------------ | ----------- | ---------------- | ---------------- | -------------------------- | --------------- | --------------------------- |
| 1  | Francisco Macías Nguema       | Francisco Macías Nguema (1924-1979)        | 1968        | 12 octobre 1968  | 14 juillet 1972  | 10 ans, 9 mois et 22 jours |                 | IPGE (jusqu'en 1970)        |
| 1  | Francisco Macías Nguema       | Francisco Macías Nguema (1924-1979)        | 1973        | 14 juillet 1972  | 3 août 1979      | 10 ans, 9 mois et 22 jours |                 | PUNT                        |
| 2  | Teodoro Obiang Nguema Mbasogo | Teodoro Obiang Nguema Mbasogo (né en 1942) | Coup d'État | 3 août 1979      | 12 octobre 1982  | 45 ans, 6 mois et 27 jours |                 | Militaire (jusqu'en 1982)   |
| 2  | Teodoro Obiang Nguema Mbasogo | Teodoro Obiang Nguema Mbasogo (né en 1942) | 1982        | 12 octobre 1982  | 25 juin 1989     | 45 ans, 6 mois et 27 jours |                 | Indépendant (jusqu'en 1987) |
| 2  | Teodoro Obiang Nguema Mbasogo | Teodoro Obiang Nguema Mbasogo (né en 1942) | 1989        | 25 juin 1989     | 25 février 1996  | 45 ans, 6 mois et 27 jours |                 | PDGE                        |
| 2  | Teodoro Obiang Nguema Mbasogo | Teodoro Obiang Nguema Mbasogo (né en 1942) | 1996        | 25 février 1996  | 19 janvier 2003  | 45 ans, 6 mois et 27 jours |                 | PDGE                        |
| 2  | Teodoro Obiang Nguema Mbasogo | Teodoro Obiang Nguema Mbasogo (né en 1942) | 2002        | 19 janvier 2003  | 8 décembre 2009  | 45 ans, 6 mois et 27 jours |                 | PDGE                        |
| 2  | Teodoro Obiang Nguema Mbasogo | Teodoro Obiang Nguema Mbasogo (né en 1942) | 2009        | 8 décembre 2009  | 20 mai 2016      | 45 ans, 6 mois et 27 jours |                 | PDGE                        |
| 2  | Teodoro Obiang Nguema Mbasogo | Teodoro Obiang Nguema Mbasogo (né en 1942) | 2016        | 20 mai 2016      | 20 novembre 2022 | 45 ans, 6 mois et 27 jours |                 | PDGE                        |
| 2  | Teodoro Obiang Nguema Mbasogo | Teodoro Obiang Nguema Mbasogo (né en 1942) | 2022        | 20 novembre 2022 | en cours         | 45 ans, 6 mois et 27 jours |                 | PDGE                        |